# Asterostegus
Asterostegus is een geslacht van slangsterren uit de familie Euryalidae.

## Soorten
- Asterostegus maini McKnight, 2003
- Asterostegus sabineae Okanishi & Fujita, 2014
- Asterostegus tuberculatus Mortensen, 1933